# Joseph-Francis Olliffe
Compléments
Chevalier de la Légion d'honneur en 1853, commandeur en 1868, grand-officier en 1878
Joseph Francis Ollife, né à Cork (Irlande) en 1808, et mort à Brighton le 14 mars 1869, est un médecin français d'origine irlandaise.
Il est considéré par certains comme ayant été le « principal représentant de la médecine anglaise à Paris à son époque  ».

## Éléments de biographie
Il est le fils de Joseph Ollife (marchand) et d'Elizabeth, fille de Charles McCarthy, de Limerick ;

Sa bonne connaissance du français laisse supposer qu'il a étudié dans un séminaire catholique.
Avant l'âge de 20 ans, il est à Paris pour faire fortune.

Il devient alors professeur d'anglais pour les enfants de la famille du Comte de Cresnoi, ce qui lui permet d'étudier à l'Université de Paris où il est diplômé en 1829. 

Il étudie ensuite la médecine ; il obtient son doctorat de médecine le 29 juin 1840,
Il rencontre en 1842 à Paris Laura (seconde femme de William Cubitt (1791-1863), à la fois ingénieur, promoteur et constructeur, lord et maire de Londres et élu au Conseil municipal d'andover). 

Laura et lui se marient peu après, ce qui permet à Ollife de bénéficier aussi de la fortune de sa femme (ils auront plusieurs enfants ; Mary Emma Olliffe (1845–1897) ; Florence Eveleen Eleanor Olliffe (1851 - 16 mai 1930) qui deviendra Florence Bell).
Selon ses biographes, il a soutenu divers projets philanthropiques au bénéfice des pauvres de Paris, dont une institution pour enfants malades. Il était réputé généreux et hospitalier, voire dépensier. Espérant faire fructifier ses économies, il a spéculé financièrement dans un projet dit « Projet Deauville », du Duc de Morny, visant à transformer Deauville, alors simple village de pêcheur, en grande station balnéaire.
En 1863, la santé du Duc se dégrade. Il est victime d'une grande fatigue que ses médecins n'arrivent pas à soulager. Le Duc se tourne vers Ollife et ses fameuses pilules magiques (ou « perles ») de jouvence et l'engage comme "médecin personnel". 

Les perles en question contenaient en fait de l'arsenic et de l'hydrargyri iodidi, qu'Ollife utilisait pour soigner les malades victimes de syphilis et de maladies de peau. Les pilules semblent avoir temporairement redonné de la vigueur au Duc de morny, mais en février 1865, le duc tombe malade et meurt peu après un accès d'hémoptysie, plusieurs médecins ayant diagnostiqué une maladie du pancréas.
Une rumeur circule alors disant que non seulement Ollife n'avait pas su poser le bon diagnostic, mais que ses pilules avaient empoisonné son malade et hâté sa fin. Des médecins critiquent les pilules à l'arsenic dans la presse médicale française. Au même moment, alors qu'Ollife est endetté, le Projet Deauville est en faillite.
À l'automne 1868, il habite à Deauville avec messieurs  Amussat et Nétaton. 

Au début de l'année suivante, il part à Brighton pour changer d'air. 

Il y meurt peu après, le dimanche 14 mars (à l'âge de 61 ans), de ce qui sera diagnostiqué comme une insuffisance rénale chronique (Bright's disease dans la classification de l'époque).

## Carrière médicale
Il obtient son doctorat de médecine le 29 juin 1840, après une "thèse" en dermatologie intitulée /La méthode ectrotique dans les maladies de la peau dans laquelle il répond aux questions suivantes :
1. - de la méthode ectrotique dans le traitement des maladies de la peau. Des cas auxquels elle est applicable. Faire connaître son mode d'action[4] ;
2. - Quels sont les signes et le traitement des fistules du larynx et de la trachée [4]?
3. - Des différences de forme et de capacité de la vessie dans les différents sexes ; à quoi sont-elles dues [4]?
4. - Quels sont les agents chimiques capables de neutraliser les propriétés vénéneuses des sels d'or [4]?

Il s'intéresse notamment à la méthode ectrotique inventée par M Serres pour la cautérisation en masse des boutons induits par la variole, et au traitement de la syphilis et de la variole par des onguents à base de mercure ou d'une solution de nitrate d'argent concentré, qui posent néanmoins de graves problèmes de toxicité pour le patient, qui développaient des symptômes d'arachtinis et parfois mouraient, ce qui a rapidement mis en question cette méthode et toutes celles faisant usage de mercure et d'arsenic.
Il s'installe en tant que praticien au no 2 de la rue Florentin à Paris, et se fait rapidement connaître.
En 1846 le roi Louis-Philippe le fait chevalier de la légion d'honneur et en 1855 l’empereur Napoléon III l'élèvera au rang d'officier de la Légion d'honneur ; 

En 1852, il devient médecin de l'ambassade britannique à Paris, et en 1853, sur recommandation de l'ambassadeur, il est présenté à la reine Victoria d'Angleterre au palais de Buckingham ; 

En 1859, il est élu FRCP. Il semble à cette époque apprécié par divers leaders anglais et américains de la médecine, dont  Sir james Clark et le Dr J Marion Sims (chirurgien américain), qui lui a dédicacé en termes élogieux un texte intitulé Clinical Notes on uterine Surgery (notes cliniques sur la chirurgie de l'utérus).
Olliffe semble être devenu l'ami de nombre de ses patients les plus célèbres, dont Charles Dickens, qu'Ollife a incité à retourner en Angleterre alors qu'il était à Boulogne au milieu d'une épidémie de diphtérie.

## Appartenance, distinctions…
- Membre et président de l' Anglo-parisian Medical Society
- Membre de l 'Anatomical Society
- Membre de la Société médicale allemande de Paris (en 1845)
- Membre titulaire de la Société de Médecine de l'arrondissement de l'Élysée (ancien premier arrondissement) [6]